# Karancs (hegység)
A Karancs (szlovákul: Mučínska vrchovina, am. Mucsényi-hegység) kisebb hegyvonulat a szlovák-magyar határon. Legmagasabb pontja a Karancs (725,1 m). Néha „palóc Olümposznak” is nevezik.

## Kialakulása
A hegy miocén korú andezitvulkánok csoportja.

## Földrajz
Északnyugaton az Ipoly völgye, délen a Dobroda-patak völgye, keleten a Medves–Ajnácskői-hegység határolja. A Medves–Ajnácskői-hegységgel közös kistájként alkotja a Karancs–Medves-vidéket.
Jellemzőek rá a meredek lejtők, a relatív szintkülönbség pár kilométeren belül elérheti az 500 m-t (Karancslapujtő központja 200 m, a tőle 2–2,5 km-re lévő Karancs 725 m).
A sok völggyel szabdalt hegység lába északnyugatra 15 km hosszan elnyúlik.

### Éghajlat
Éghajlata mérsékelt övi hegyvidéki. Mikroklímája eléggé hűvös: az évi középhőmérséklet 6–7 °C; a környező falvaké közel 9 °C. Télen, ha erős a lehűlés, a völgyekben a hőmérséklet gyakran -20 °C alá süllyed, a csúcsokon az ilyen hideg jóval ritkább.
Az évi csapadékmennyiség általában 650–700 mm között ingadozik; területi és időbeli eloszlása is egyenetlen: késő őszi, téli és kora tavaszi időszakban 250–300 mm csapadék esik, míg ezen kívül eső időszakban 350–400 mm is.
Az uralkodó szélirány ÉNY-i. A napfényes órák száma évi 1900-nál kevesebb. A januári középhőmérséklet -4 °C körül alakul, a júliusi 18 °C körül. A legelső hó általában október–november tájékán esik le, a legutolsó hó március–áprilisban olvad el.

## Vízrajz
Vízrajzi jelentősége, hogy a hegységben húzódik a Duna és a Tisza vízválasztója. Patakok nem nagyon erednek innen. Kisebb forrásai a Tarján-patakot táplálják.

## Élővilág
Részletesebben lásd: Karancs-Medves-vidék növényzete.
A Karancs növényföldrajzi értelemben az Északi-középhegységet felölelő Matricum flóravidék Agriense flórajárásának része; a flórajárás átnyúlik a Felvidékre.
A barna medve Magyarország mai területéről az 1850–1860-as években kipusztult; az ezt követő másfél évszázadban csak egy-egy esetben fordult elő. Legkésőbb 2014 elejétől azonban újra állandóvá vált a jelenléte, többek között ezen a területen (Etes, Karancsság és Karancslapujtő környékén) – a következő télen már valószínűleg át is telelt egy példány.

## Települések
| Magyarországon: - Egyházasgerge - Ipolytarnóc - Karancslapujtő - Karancsberény - Karancsalja - Karancskeszi - Litke - Mihálygerge - Salgótarján - Somoskőújfalu | Szlovákiában: - Csákányháza (Čakanovce) - Felsőgalambapuszta (Galamba) - Sikópuszta (Šikov) - Fülekpilis (Pleš) - Mucsény (Mučín) - Ragyolc (Radzovce) - Rátkapuszta (Ratka) - Romhánypuszta (Lipovany) - Sátorosbánya (Šiatorská Bukovinka) - Terbeléd (Trebeľovce) - Alsóbábipuszta (Dolná Baba) - Felsőbábipuszta (Horná Baba) |

## Közlekedés

### Országutak
- 21-es főút
- 210-es főút

### Vasutak
- Hatvan–Somoskőújfalu-vasútvonal

## Látnivalók
- A hegycsúcson áll a 25,6 méter magas Karancs kilátó. A torony a magyar-szlovák határtól néhány méternyire áll. A fák fölött  teljes körpanorámában gyönyörködhetünk, tiszta időben még a Tátra csúcsai és a Dunakanyar is látható.
- Érdemes meglátogatni a környékbeli hangulatos falvakat. A Margit-kápolna jeles búcsújáró hely.[3]